# Jan Pieter Theodoor Huydecoper
Jan Pieter Theodoor Huydecoper (Hellevoetsluis, 2 septembre 1728 - Elmina, 11 juillet 1767) est directeur général de la Compagnie des Indes occidentales (WIC) sur les côtes nord et sud de l'Afrique.

## Famille et vie privée
Jan Pieter Theodoor est membre de la famille patricienne de Huydecoper et fils d'Adriaan (1693-1740), bailli de Wijk bij Duurstede et gestionnaire des entrepôts du pays et capitaine du port à Hellevoetsluis. Après la mort de sa mère Sara Maria van Asch van Wijck (1691-1728), il est placé chez des parents à Utrecht. Lorsque son père meurt également, son oncle Balthazar Huydecoper devient l'un de ses trois tuteurs.
Il épouse vers 1758 à Elmina l'euro-africaine Penni Raems (décédée en 1765) selon les rites du cassare. Au moins deux enfants sont nés de ce mariage : Barbara (1760-1761) et Willem Pieter Christiaan Cornelis (1763-1799), ce dernier rejoint également la Compagnie. Il a également eu des enfants avec au moins deux autres femmes d'origine africaine, à savoir Johanna (fils Constantijn Ferdinand) et Abeba (fils Cudjo). Penni Raems a un fils, Jan Carel Sprögel, issu d'une relation précédente avec Michael Josias van Sprögel ; lui et son demi-frère Willem Pieter Christiaan Cornelis Huydecoper sont devenus les héritiers d'Anthony Raems, un frère de leur mère.

## Biographie

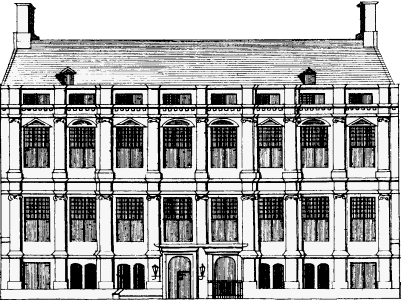
Le Coymanshuis dans le Grachtenboek de 1771, dont Jan Pieter Theodoor Huydecoper a hérité en 1759.

À Amsterdam, il fréquente l'école latine et reçoit l'enseignement de Pieter Burmann le Jeune, professeur à l'Athenaeum Illustre. L'un de ses trois tuteurs, Nicolaes Witsen, stipule en 1745 que le greffier remette mille florins par an à Jan Pieter Theodoor, avec lequel il est assuré de pouvoir poursuivre ses études.
Vers l'âge de dix-sept ans, il est lourdement endetté, ce qui l'a conduit à s'enfuir à Genève. En partie pour rembourser ses dettes, sa famille le nomme secrétaire à Amsterdam puis au WIC.
En 1748, il devient cadet et en 1749 cornet dans le régiment de dragons de l'armée d'État ; dans ce dernier rang, il est cantonné à Kampen. Il quitte sa pension sans payer et emménage avec sa petite amie.
En 1751, après six ans de litige, sa famille se voit attribuer la possession de la seigneurie de Maarsseveen par un jugement de la Cour de Hollande, et il quitte l'armée. Jan Huydecoper (1693-1752) fait toutefois appel de ce verdict devant la Cour suprême. Balthazar avait négocié avec sa veuve que la branche aînée de Huydecoper, et donc Jan Pieter Theodoor, renoncerait aux droits sur le manoir et le domaine de Goudestein contre une compensation de 38 000 florins. A sa mort, une partie s'est retrouvée chez Jan Pieter Theodoor afin qu'il puisse l'utiliser pour rembourser une portion de ses dettes.

### Elmina

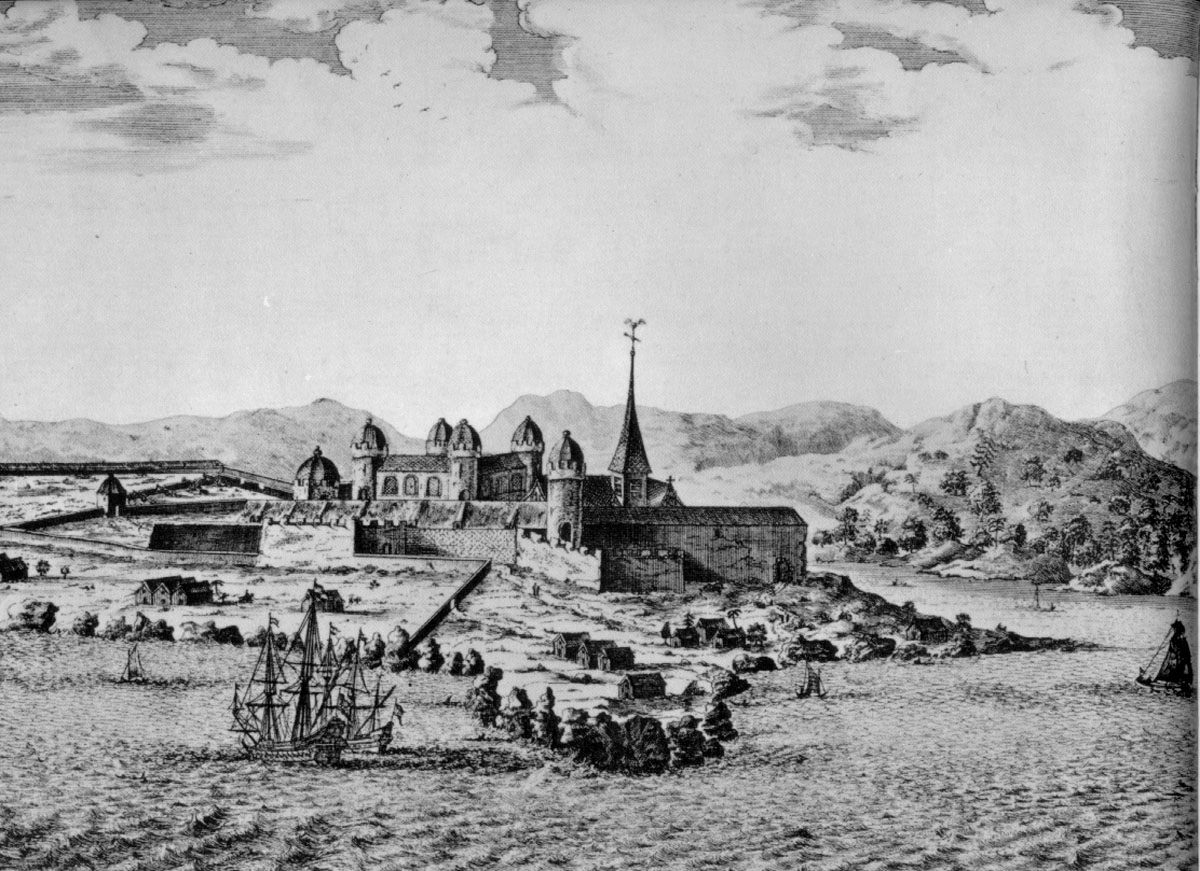
Vue sur Elmina.

Afin de faire face à ses obligations financières, il choisit de postuler pour un emploi au WIC. Le 20 août 1756, il est nommé commissaire en chef et un an plus tard il part pour la Côte-de-l'Or où il arrive à Elmina le 16 janvier 1758 après un voyage en mer de quatre mois ; vers la même année, il épouse Penni Raems.
Il est en poste à Accra, mais trois semaines plus tard, le directeur général Lambert Jacob van Tets (1718-1758) décède. Huydecoper est nommé directeur par intérim le 22 mars 1758. Une épidémie sévit et une trentaine des 90 employés européens décèdent ensuite.
En 1759, il écrit aux directeurs du WIC au sujet d'erreurs de comptabilité. Selon l'historien Kooijmans, il est remarquable qu'il l'ait fait, puisque presque tout le monde fraudait. Huydecoper est une exception à cela. Pour rembourser ses dettes, il envoyait occasionnellement de l'or au fils de Jacob Karsseboom.
La même année, Huydecoper est informé qu'il hérite du Coymanshuis sur le Keizersgracht d'Amsterdam de Balthasar Coymans (1699-1759). Le 5 octobre 1760, David Pieter Erasmie est nommé nouveau directeur général. Huydecoper a déménagé à Axim, ce qui signifie une rétrogradation. En 1761, il fait un voyage de plusieurs mois en canot à travers l'intérieur des terres. Entre-temps, son prestige a augmenté avec les directeurs du WIC à Amsterdam. Ses rapports sont jugés bien meilleurs que ceux des autres.
En 1763, il mena une opération militaire. Erasmie est mort peu de temps après son échec. Hendrik Walmbeek reprend ses fonctions avant d'être remplacé par Huydecoper le 10 septembre 1764 après plus d'un an. Au cours de sa dernière année de vie, il rapporte qu'il a gagné plus d'argent que jamais. Il voulait rester en Afrique pendant encore trois ans, puis retourner définitivement aux Pays-Bas. Huydecoper meurt de tuberculose avant d'y parvenir, en 1767, après une maladie de près de trois semaines à Elmina. Il est resté directeur général jusqu'à sa mort.